# Логан Байї
Логан Байї (фр. Logan Bailly, нар. 27 грудня 1985, Льєж) — бельгійський футболіст, що грав на позиції воротаря.
Виступав, зокрема, за клуби «Генк», «Боруссія» (Менхенгладбах) та «Селтік», а також національну збірну Бельгії.

## Клубна кар'єра
Народився 27 грудня 1985 року в місті Льєж. Вихованець юнацьких команд футбольних клубів «Шератте», «Льєж» та «Стандард» (Льєж). Після закінчення академії «Стандарда» до першої команди клубу пробитися не зумів, тому вирушив у «Генк», який був зацікавлений у молодих перспективних футболістах. Відразу стати основним голкіпером не зумів, і в сезоні 2003/04 разом із десятьма іншими гравцями «Генка» знаходився в оренді в клубі «Гесден-Золдер», за який провів 16 матчів у другому дивізіоні. Байї не захотів залишатися в тому клубі і повернувся до «Генка».
25 грудня 2005 року Байї дебютував у вищому дивізіоні у матчі проти своєї рідної команди — «Стандарда» (Льєж). Основний воротар «Генка» Ян Монс на 41-й хвилині матчу отримав червону картку і головний тренер команди Уго Броос випустив Логана на заміну замість польового гравця Томи Шателя. Після уходу Монса у сезоні 2006/07 Байї зміг стати основним голкіпером команди та показав непоганий результат, відстоявши на нуль 14 матчів чемпіонату і став віце-чемпіоном країни. У сезоні 2007/08 Байї все ще залишався головним воротарем команди і взяв участь у 31 матчі чемпіонату. Однак «Генк» у чемпіонаті йшов набагато гірше і посів лише десяте місце в підсумковій таблиці. У матчі проти «Брюгге» 21 вересня 2008 року Байї зіткнувся з Джозефом Акпалою. Голкіпер пробув без свідомості сім хвилин і був доставлений у лікарню. Загалом за команду з Генка воротар провів 78 ігор у чемпіонаті.

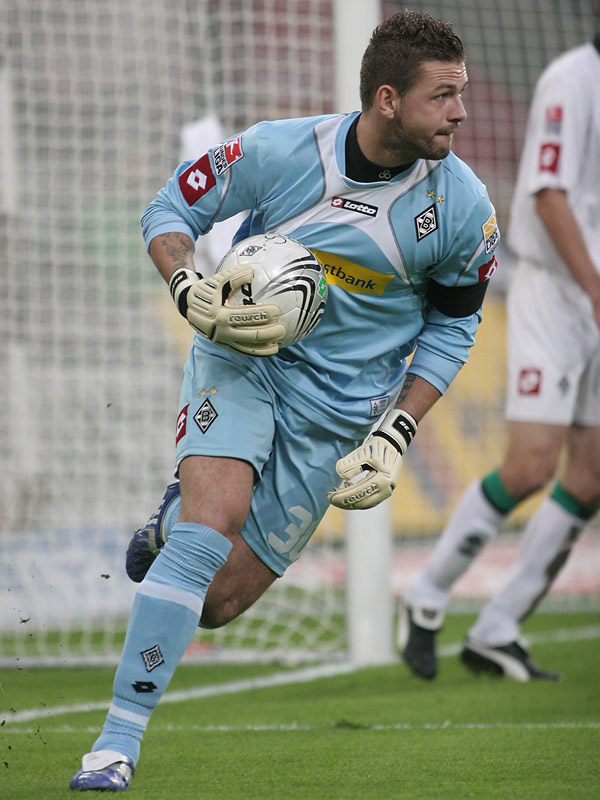
Логан Байї під час виступів за «Боруссію». 2009 року.

22 грудня 2008 року Логан підписав контракт з німецькою «Боруссією» (Менхенгладбах) до 30 червня 2013 року. Він купувався як основний голкіпер і одразу ж зміг завоювати собі місце у стартовому складі. Дебют Логана в Бундеслізі відбувся 31 січня 2009 року у виїзному матчі 18-го туру проти «Штутгарта», який закінчився поразкою менхенгладбахців з рахунком 0:2. Зігравши після зимової перерви 17 матчів, він зміг стати найкращим гравцем «Боруссії» у сезоні та допоміг їй врятуватись від вильоту. У наступному сезоні 2009/10 Байї теж був основним і зіграв 29 матчів, але після низки невдалих ігор у сезоні 2010/11, де Логан пропускав у кожному матчі, він програв конкуренцію молодому вихованцю Марку-Андре тер Штегену. 
В результаті у червні 2011 року Байї перейшов на правах оренди у швейцарський «Ксамакс», за який він зіграв лише один раз у кубковому матчі проти клубу «Кур 97», тому під час зимової перерви гравець покинув команду і був відданий в оренду «Генку», де знову став основним воротарем.
У липні 2015 року Байї підписав трирічний контракт із командою шотландської прем’єр-ліги «Селтіком» з Глазго. Він дебютував за «Селтік» 22 серпня 2015 року в гостях у грі чемпіонату проти «Данді Юнайтед» (3:1), але основним воротарем так і не став, залишаючись дублером Крейга Гордона. Тим не менш бельгієць за два сезони у команді став дворазовим чемпіоном Шотландії, володарем Кубка шотландської ліги і володарем Кубка Шотландії.
7 липня 2017 року Байї підписав дворічний контракт з клубом «Рояль Ексель Мускрон», де у першому сезоні стабільно виходив на поле, але у другому втратив місце в основі і 1 жовтня 2018 року з ним було розірвано контракт.
Пробувши більше року без клубу, 22 грудня 2019 року було оголошено, що Байї підписав контракт з аматорською командою «Намюр». Однак через коронакризу чемпіонат було достроково завершено і Логан встиг зіграти лише 4 гри. 
Завершив ігрову кар'єру у команді «Брессу» з восьмого за рівнем дивізіону країни, за яку виступав протягом сезону 2021/22 років.

## Виступи за збірні
Протягом 2006–2007 років залучався до складу молодіжної збірної Бельгії, у складі якої брав участь у молодіжному чемпіонаті Європи 2007 року в Нідерландах, де дійшов з командою до півфіналу. Наступного року брав участь у футбольному турнірі на літніх Олімпійських іграх, де Бельгія посіла четверте місце, поступившись у матчі за бронзу Бразилії з рахунком 0:3. На Іграх Логан був основним гравцем своєї команди і захищав ворота у всіх шести матчах.
У березні 2007 року Байї вперше був викликаний Рене Вандерейкеном до національної збірної Бельгії, але тоді на поле не виходив, будучи дублером Стейна Стейнена. В результаті Логан дебютував за головну збірну вже під керівництвом нового тренера, Діка Адвоката, 10 жовтня 2009 року в домашньому матчі проти Туреччини, який бельгійці виграли з рахунком 2:0. Втім основним воротарем Байї так і не став, програвши конкуренцію Жану-Франсуа Жилле. 12 жовтня 2010 року Байї зіграв свій останній матч проти Австрії, який завершився з рахунком 4:4, і саме Логана вважали одним із головних винуватців втрати перемоги у тій грі. Загалом протягом кар'єри в національній команді він провів у її формі 8 матчів.

## Титули і досягнення
- Чемпіон Шотландії (2):

«Селтік»: 2015/16, 2016/17
- Володар Кубка шотландської ліги (1):

«Селтік»: 2016/17
- Володар Кубка Шотландії (1):

«Селтік»: 2016/17